# Partia Liberalna (Nowa Zelandia)

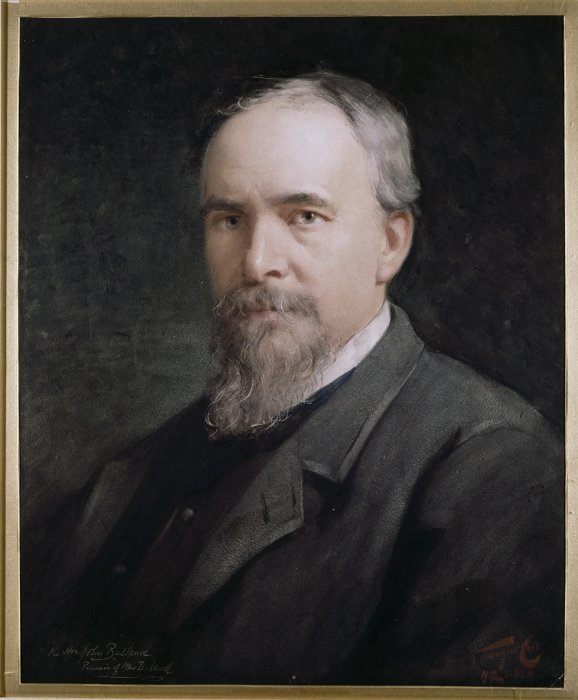
Założyciel partii, John Ballance

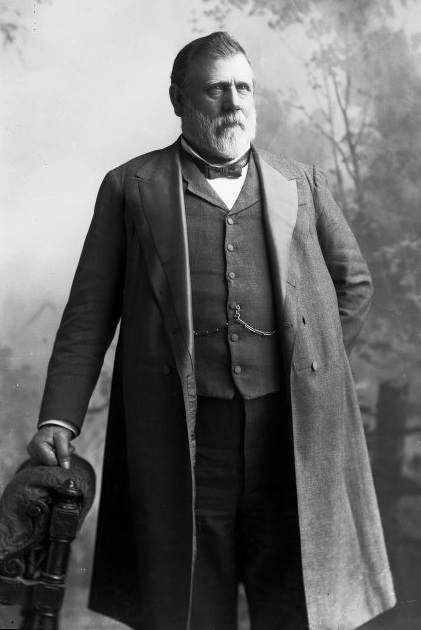
Richard Seddon, uważany za najwybitniejszego z liderów Liberałów

Partia Liberalna (Liberal Party) – partia polityczna działająca w Nowej Zelandii od lat 90. XIX wieku do połowy lat 20. XX wieku. Jest uważana za pierwsze zorganizowane ugrupowanie polityczne w historii Nowej Zelandii, zaś w latach 1891–1912 i 1915–1919 była partią rządzącą.
W okresie poprzedzającym jej powstanie wszyscy nowozelandzcy parlamentarzyści byli niezależni i tworzyli jedynie nieformalne frakcje, słabo zorganizowane i często o charakterze doraźnym. W latach 80. XIX wieku główną osią na scenie politycznej tej ówczesnej brytyjskiej kolonii stał się podział na liberałów i konserwatystów. W lipcu 1889 liberał John Ballance stał się pierwszym oficjalnym liderem opozycji i zaczął gromadzić wokół siebie deputowanych krytycznie nastawionych do rządzącej ekipy konserwatywnego premiera Harry’ego Atkinsona. Do wyborów w 1890 liberałowie poszli już jako względnie spójna grupa, co przyczyniło się do ich zwycięstwa, które dało Ballance’owi stanowisko premiera. Idąc za ciosem, sformowali pierwszą nowozelandzką partię.
Liberałowie prezentowali raczej lewicowy program, zaś ich wyborcami byli głównie robotnicy, drobni farmerzy oraz bardziej postępowa część klasy średniej. Szczególną niechęcią darzył ich natomiast duży biznes i wielcy posiadacze ziemscy, którzy uważali program partii za bardzo niebezpieczny dla rozwoju gospodarczego. W czasie dwudziestu jeden lat swych nieprzerwanych rządów liberałowie wprowadzili szereg reform leżących do dziś u podstaw nowozelandzkiej państwowości, dotyczących taki sfer jak własność ziemi, podatki czy prawa pracowników. Ogromne kontrowersje wśród działaczy budziła kwestia dopuszczenia kobiet do głosowania. Ostatecznie górę wzięli zwolennicy tego pomysłu i w 1893 Nowa Zelandia jako pierwsza na świecie przyznała paniom pełne prawa wyborcze.
Lata największej świetności liberałów przypadły na czas urzędowania Richarda Seddona, sprawującego urząd premiera przez trzynaście lat (1893–1906). Jego następca Joseph Ward był politykiem znacznie mniej charyzmatycznym, co źle wpływało na wewnętrzną jedność. Poza tym partia traciła swój tradycyjny elektorat. Po rozwiązaniu kwestii ziemskich, poparcie wyborców ze wsi przesunęło się w stronę konserwatystów. Z kolei robotników przyciągali politycy socjaldemokratyczni, którzy w 1916 utworzyli Partię Pracy.
W 1912 partia przeszła do opozycji. W czasie I wojny światowej współtworzyła wojenny rząd jedności narodowej, w którym była jednak słabszym partnerem Partii Reformistycznej. W 1927 część działaczy utworzyła Partię Zjednoczoną, która w latach 1928–1935 była głównym ugrupowaniem rządzącym, zaś w 1936 połączyła się z reformistami, tworząc istniejącą do dziś Nowozelandzka Partię Narodową.

## Przywódcy
1. John Ballance (1890–1893)
2. Richard Seddon (1893–1906)
3. William Hall-Jones (1906)
4. Joseph Ward (1906–1912)
5. Thomas Mackenzie (1912–1913)
6. Joseph Ward (1913–1919)
7. William MacDonald (1919–1920)
8. Thomas Wilford (1920–1925)
9. George Forbes (1925–1927)